# غريغوري فو
غريغوري فو (بالإنجليزية: Gregory Fu) هو كيميائي أمريكي، ولد في 17 يونيو 1963.